# Championnat de Pologne de football 1994-1995
Navigation
Édition précédente Édition suivante
La saison 1994-1995 du championnat de Pologne est la soixante-septième saison de l'histoire de la compétition. Cette édition a été remportée par le Legia Varsovie pour la deuxième fois consécutive, devant le Widzew Łódź.

## Les clubs participants
| Club                | Ville        |
| ------------------- | ------------ |
| GKS Katowice        | Katowice     |
| Górnik Zabrze       | Zabrze       |
| Hutnik Cracovie     | Cracovie     |
| Lech Poznań         | Poznań       |
| Legia Varsovie      | Varsovie     |
| LKS Łódź            | Lódź         |
| Olimpia Poznań (pl) | Poznań       |
| Petrochemia Płock   | Płock        |
| Pogoń Szczecin      | Szczecin     |
| Raków Częstochowa   | Częstochowa  |
| Ruch Chorzów        | Chorzów      |
| Sokół Pniewy (pl)   | Pniewy       |
| Stal Mielec         | Mielec       |
| Stal Stalowa Wola   | Stalowa Wola |
| Stomil Olsztyn      | Olsztyn      |
| Warta Poznań        | Poznań       |
| Widzew Łódź         | Lódź         |
| Zagłębie Lubin      | Lubin        |

## Compétition

### Classement
| Rang | Équipe                  | Pts | J  | G  | N  | P  | Bp | Bc | Diff |
| ---- | ----------------------- | --- | -- | -- | -- | -- | -- | -- | ---- |
| 1    | Legia Varsovie (T) (C)  | 51  | 34 | 23 | 5  | 6  | 58 | 20 | +38  |
| 2    | Widzew Łódź             | 45  | 34 | 17 | 11 | 6  | 47 | 25 | +22  |
| 3    | GKS Katowice            | 42  | 34 | 16 | 10 | 8  | 45 | 27 | +18  |
| 4    | Zagłębie Lubin          | 42  | 34 | 16 | 10 | 8  | 48 | 41 | +7   |
| 5    | Górnik Zabrze           | 37  | 34 | 12 | 13 | 9  | 48 | 40 | +8   |
| 6    | Lech Poznań             | 34  | 34 | 13 | 8  | 13 | 47 | 40 | +7   |
| 7    | ŁKS Łódź                | 34  | 34 | 10 | 14 | 10 | 39 | 41 | -2   |
| 8    | Pogoń Szczecin          | 33  | 34 | 10 | 13 | 11 | 33 | 34 | -1   |
| 9    | Hutnik Cracovie         | 32  | 34 | 9  | 14 | 11 | 37 | 39 | -2   |
| 10   | Sokół Pniewy (pl)       | 32  | 34 | 9  | 14 | 11 | 33 | 43 | -10  |
| 11   | Stal Mielec             | 31  | 34 | 8  | 15 | 11 | 44 | 50 | -6   |
| 12   | Olimpia Poznań (pl) (P) | 31  | 34 | 9  | 13 | 12 | 46 | 41 | +5   |
| 13   | Raków Częstochowa (P)   | 31  | 34 | 9  | 13 | 12 | 31 | 43 | -12  |
| 14   | Stomil Olsztyn (P)      | 30  | 34 | 7  | 16 | 11 | 35 | 40 | -5   |
| 15   | Petrochemia Płock (P)   | 30  | 34 | 8  | 14 | 12 | 35 | 42 | -7   |
| 16   | Ruch Chorzów            | 29  | 34 | 7  | 15 | 12 | 39 | 46 | -7   |
| 17   | Stal Stalowa Wola       | 29  | 34 | 10 | 9  | 15 | 34 | 47 | -13  |
| 18   | Warta Poznań            | 19  | 34 | 7  | 5  | 22 | 35 | 75 | -40  |

| Légende : Qualifications et relégations | Légende : Qualifications et relégations                                            |
| --------------------------------------- | ---------------------------------------------------------------------------------- |
|                                         | Ligue des champions de l'UEFA 1995-1996 (Tour préliminaire)                        |
|                                         | Coupe d'Europe des vainqueurs de coupe 1995-1996 (1er tour)                        |
|                                         | Coupe UEFA 1995-1996 (1er tour)                                                    |
|                                         | Relégué en II Liga                                                                 |
|                                         | (T) : Tenant du titre (C) : Vainqueur de la Coupe de Pologne 1994-1995 (P) : Promu |

## Bilan de la saison
| Tableau d'Honneur |                |
| Compétition       | Vainqueur      |
| I Liga            | Legia Varsovie |
| Coupe de Pologne  | Legia Varsovie |

| Promotions et relégations |                                                               |
| Relégués en II Liga       | Petrochemia Płock Ruch Chorzów Stal Stalowa Wola Warta Poznań |
| Promus de II Liga         | Śląsk Wrocław Amica Wronki GKS Bełchatów Siarka Tarnobrzeg    |

| Qualifications européennes 1995-1996   |                            |
| Ligue des Champions                    | Qualifié                   |
| 1er tour                               | Legia Varsovie             |
| Coupe d'Europe des vainqueurs de coupe | Qualifié                   |
| 1er tour                               | GKS Katowice               |
| Coupe UEFA                             | Qualifié                   |
| 1er tour                               | Widzew Łódź Zagłębie Lubin |

## Meilleurs buteurs
| # | Joueur               | Équipe         | Buts |
| - | -------------------- | -------------- | ---- |
| 1 | Bogusław Cygan       | Stal Mielec    | 16   |
| 2 | Jacek Dembiński (en) | Lech Poznań    | 14   |
| 2 | Sławomir Majak       | Zagłębie Lubin | 14   |
| 2 | Jerzy Podbrożny      | Legia Varsovie | 14   |